# 比爾傑·維斯特雷特
比爾傑·維斯特雷特（荷蘭語：Birger Verstraete；1994年4月16日—），比利時足球運動員，司職中場，現效力比甲球會皇家安特衛普。

## 外部連結
- Soccerway資料庫：比爾傑·維斯特雷特
- Belgium Stats （页面存档备份，存于） at Belgian FA
- 比爾傑·維斯特雷特在FootballDatabase.eu中的档案
- 比爾傑·維斯特雷特在 National-Football-Teams.com 上的出场纪录